# FAB-3000 M-54
FAB-3000 M-54 (ros. ФАБ-3000 М-54) – radziecka bomba burząca.

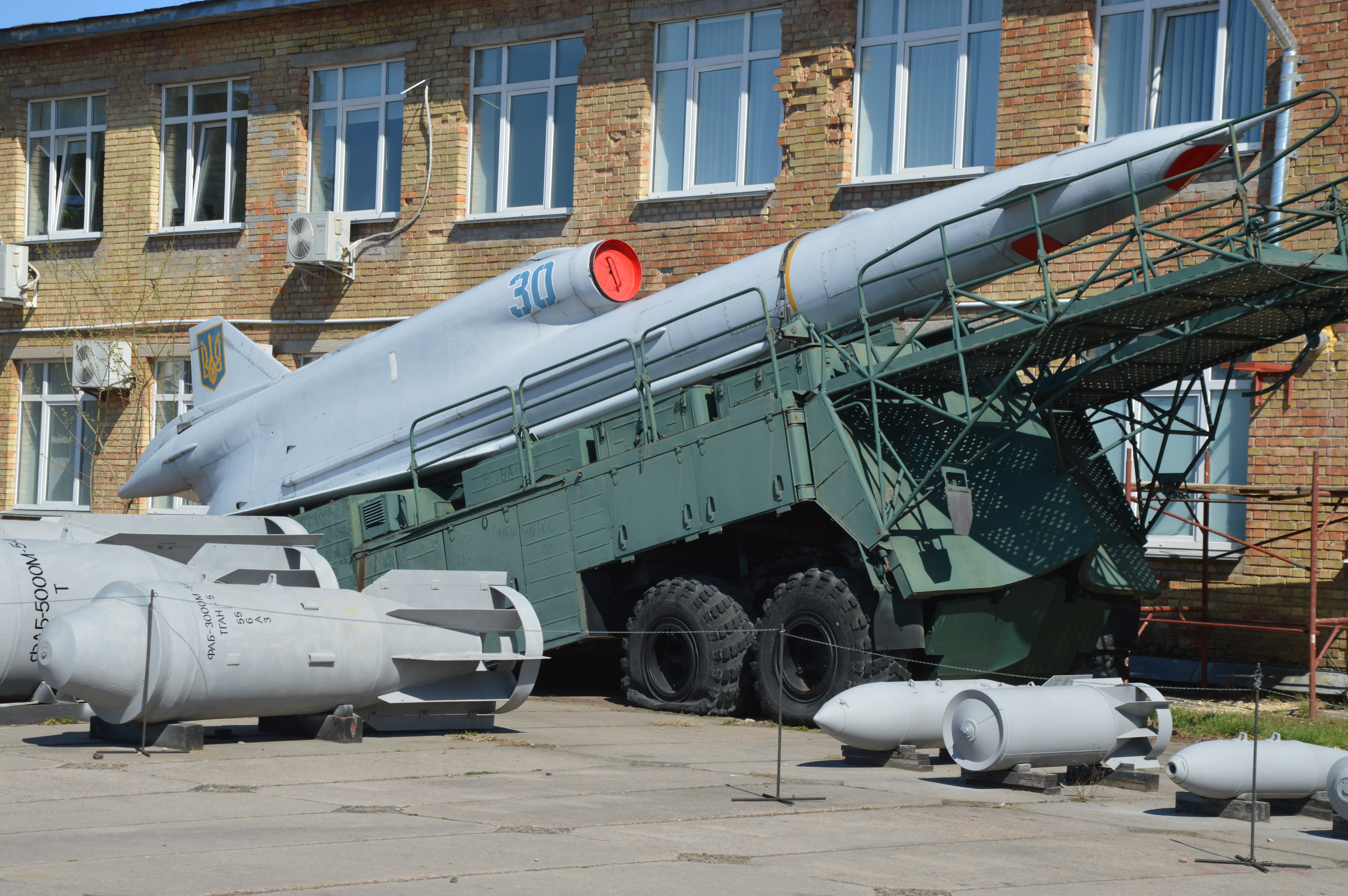
FAB-3000 M-54 w Kijowskim Muzeum Lotnictwa im. O. K. Antonowa (lewy dolny róg)